# سان كيريكو دورشيا
سان كيريكو دورشيا هي بلدية (أمانة) تضم حوالي 2500 نسمة في مقاطعة سيينا في منطقة توسكانا الإيطالية ، وتقع على بعد حوالي 80 كيلومتر (50 ميل) جنوب شرق فلورنسا وحوالي 35 كيلومتر (22 ميل) جنوب شرق سيينا داخل منطقة فالدورسيا. إذ سميت على شرف القديس كيريكوس.
وتقع على شارع فيا فرانتشيجينا وتحدها بلديات Castiglione d'Orcia و Montalcino وPienza .

## المعالم السياحية الرئيسية
يضم فندق Frazione of Vignoni قلعة؛ وهي مكان سكن Salimbeni في القرن الثاني عشر. ويشتمل على برج دون قمة، وكنيسة رومانية كانت تضم في يوم من الأيام صليبا من تصميم Giambologna ، والآن موجودا في متحف Montalcino . تم إلحاقه أيضا (أعيد بناؤه) من القرن الخامس عشر Palazzo degli Amerighi ، حيث تم وضع مؤامرة ضد الإسبان الذين هددوا سيينا في 1558-1559.
سان كيريكو هي موطن للكنائس التالية:
- الكنيسة الجماعية في سان كيريكو . مرة واحدة في الريف بيفي (الكنيسة pleban) من القرن الثامن، مع جرن المعمودية، تم بناؤها في الهيكل الحالي في القرن 12th. وتم تغيير القسم الخلفي في عام 1663 لإضافة الجوقة. إذ إنه كان على مخطط الصليب اللاتيني ، مع ضريح واحد ومصليات جانبية. والجدير بالذكر أن البوابة الرئيسية ، بأسلوب لومبارد ، تتكون من بروتيرو مزخرف من الحجر الرملي ، مع أعمدة مدعومة باللون الأسود، ويتكون القوس من عشرة أعمدة زينت تيجانها بأشكال حيوانات ونباتات ، بينما يضم القوس تمثالين متقابلين يواجهان بعضهما البعض. تحتوي القمراء على منحوتة عالية والنحت يُزعم أنها تصور القديس داماسوس ، على الرغم من أنه من المحتمل أن يتم التعرف عليها مع سانت كويريكوس . وقد تمت إضافة بوابة جانبية في القرن الثالث عشر إلى جيوفاني بيسانو ، الذي كان في سيينا في ذلك الوقت. ويعود تاريخ معظم الزخارف الداخلية إلى القرن السابع عشر ، بينما أعيد بناء برج الجرس في 1798-1806.
- الكنيسة الرومانية في سان بياجيو أ فيجنوني
- كنيسة سانتا ماريا أسونتا (أواخر القرن الحادي عشر)
- كنيسة مادونا دي فيتاليتا وتضم «مادونا» المنسوبة إلى أندريا ديلا روبيا
- كنيسة سان جيوفاني باتيستا ، في باجنو فينيوني
- هورتي ليونيني (1561) ، مثال للحديقة الإيطالية

## روابط خارجية
- باللغة الإيطالية Official website
- باللغة الإيطالية Collegiate Church of Saints Quirico and Giulitta, San Quirico d'Orcia

بلديات